# (53319) 1999 JM8
(53319) 1999 JM8 – planetoida z grupy Apollo.

## Odkrycie
Została odkryta 13 maja 1999 roku w ramach programu LINEAR.
Nazwa planetoidy jest tymczasowa.

## Orbita
Planetoida ta okrąża Słońce w ciągu 4,45 roku, w średniej odległości 2,71 j.a. po bardzo wydłużonej orbicie z mimośrodem 0,65. Nachylenie jej trajektorii względem ekliptyki to 13,8º.

## Właściwości fizyczne
Jest to ciało o rozmiarach ok. 3,5 km, nieregularnym kształcie, co ukazały obserwacje radarowe. Rotuje dość długo wokół własnej osi – na jeden obrót potrzebuje 5 dni i 16 godzin. Należy do planetoid typu X.